# Warstwa znaczeniowa architektury
Warstwa znaczeniowa – zespół cech formy wyrażających określone treści.
Warstwa znaczeniowa jest nieodzownym elementem formy architektonicznej wszędzie tam, gdzie przejawia się ona jako wartość estetyczna. Sztuka, czy to malarstwo, literatura czy architektura, jest zmysłowym wyobrażeniem myśli, jej krystalizacją. Projektowanie i budowanie to przekładanie myśli i idei na formy architektoniczne.
Architekturę, tę niezwykle złożoną domenę twórczości, można rozpatrywać uwzględniając różne jej aspekty: funkcjonalny, strukturalny, stylistyczny, techniczny, społeczny. Jednakże aspektem najsilniej związanym z architekturą rozumianą jako dzieło sztuki jest, obok cech materialnych, jej zawartość ideowa. Artyzm architektury najpełniej bodaj wyraża się w sposobie, w jaki interpretuje ona złożone treści kultury, z jej bogactwem znaczeń, symboli i archetypów.
Na warstwę znaczeniową składają się znaki i symbole. Każda przestrzeń niesie w sobie znak – komunikat, pełniący funkcję narracyjną, która umożliwia człowiekowi percepcję. Znak to coś postrzeganego zmysłami, co stoi zamiast czegoś innego. Natomiast symbol to znak, z którym związana została treść duchowa – jest w ten sposób częścią świata duchowego bardziej niż dzieje się to w przypadku fizycznego znaku. Symbol stanowi przełożenie na widzialny znak niewidzialnej rzeczywistości. Jego zakres „przedstawieniowy”, tj. znaczenie bezpośrednie, pełniące funkcję komunikacyjną, na drodze skojarzeń zostaje zawsze poszerzone o treści naddane – duchowe, kulturowe, [archetypiczne, które stanowią zbiorowe dziedzictwo danej społeczności 
Warstwę znaczeniową możemy rozpatrywać na trzech poziomach: intencji, jaką twórca pragnie wyrazić, jej formalnej realizacji i sposobu jej odczytywania przez odbiorcę.
Treści zawarte w warstwie znaczeniowej dzieła architektonicznego dzielą się na dwie główne kategorie:
- znaczenia denotujące bezpośrednio dzieło architektoniczne, jego istotę i strukturę, jego cel, sens, funkcje społeczne i rytualne, oraz
- znaczenia konotujące inne rzeczy, idee, zjawiska, pojęcia, postaci[2]

Biorąc pod uwagę strukturę znaczeń, pierwsze możemy traktować jako znamiona zewnętrzne, a drugie – wewnętrzne.